# طائفة مربيطر
طائفة مربيطر كانت مملكة طوائف أندلسية في العصور الوسطى استمرت لفترة قصيرة من عام 1086 إلى عام 1092.

## قائمة الأمراء

### سلالة اللوبونيين
- أبو عيسى لبّون : 1086–1092